# Acolasis sororia
Acolasis sororia är en fjärilsart som beskrevs av William Schaus 1911. Acolasis sororia ingår i släktet Acolasis och familjen nattflyn. Inga underarter finns listade i Catalogue of Life.